# VI (Circle Jerks)
VI è il quinto album della punk band statunitense dei Circle Jerks, pubblicato dalla Combat Records nel 1987.
Il disco è ormai fuori produzione.

## Tracce
1. Beat Me Senseless - 1:57
2. Patty's Killing Mel - 2:05
3. Casualty Vampire - 2:36
4. Tell Me Why - 3:18
5. Protection - 1:45
6. I'm Alive - 2:37
7. Status Clinger - 2:43
8. Living - 2:29
9. American Way - 1:44
10. Fortunate Son - 2:02
11. Love Kills - 2:32
12. All Wound Up - 1:32
13. I Don't - 2:00

## Formazione
- Keith Morris - voce
- Greg Hetson - chitarra
- Zander Schloss - basso
- Keith Clark - batteria